# Piazza Giambattista Bodoni
Piazza Giambattista Bodoni è una storica piazza di Torino. Si trova nel Borgo Nuovo del Centro cittadino.

## Storia
In origine, la piazza era delimitata tra l'Isolato San Pacifico (ovest) e San Nereo (est), spianata nel 1825 sui resti dell'antico "Bastione di Santa Cristina". Nel 1834, una considerevole porzione di area della futura piazza vera e propria fu destinata a "Quartiere dei Macelli e Mercato dei Commestibili" da un progetto d'intervento sul "Baluardo del Mezzogiorno" (attuale Via Andrea Doria).
Nel 1841 venne progettata la Casa Pomba, ospitante casa editrice e stamperia del suo proprietario, mentre nel '44 (su proposta Ferrero della Marmora) si definì dal punto di vista progettuale i due porticati speculari sul lato sud.
Nel 1853, il piano del Parlamento Subalpino per il futuro impianto della piazza previde l'innalzamento di un palazzo nel quale accogliere la pinacoteca e l'accademia di belle arti.
Nel 1866 fu smantellata una recente copertura adibita a mercatino di ortofrutta presso l'angolo con Via San Francesco da Paola (sino a cui la piazza un tempo si estendeva) per sostituirla con un lavatoio in muratura ed un mercato in sé e per sé.
Nel 1873 venne costruita la Casa Boasso, albergo e poi luogo di uffici.
All’inizio degli anni 1920 si allestì l'illuminazione pubblica e iniziarono le adunate del locale fascio di combattimento, così come gli scontri con i socialisti. Nel 1928 l’edificio mercatale fu demolito per quello del conservatorio; nell'aprile 1945, a pochi giorni dalla Liberazione, ad un angolo di esso venne ucciso a colpi di fucile il partigiano Banderali.
A novembre 1968 iniziarono i lavori del parcheggio sotterraneo, che si conclusero nel tardo 1970.
A giugno 2002, la piazza divenne pedonale, e per l'occasione fu provvista di un nuovo pavé con mattonelle disposte a semicerchio.

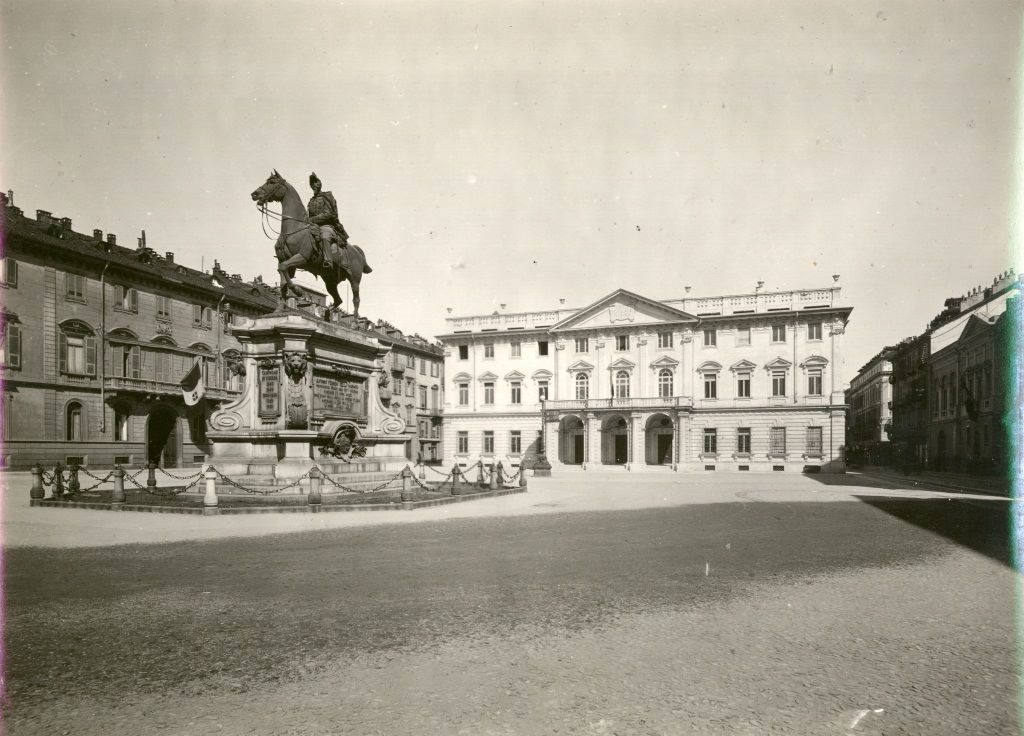
La piazza nel 1928 (foto di Mario Gabinio)